# قانون تجارة الرقيق 1807

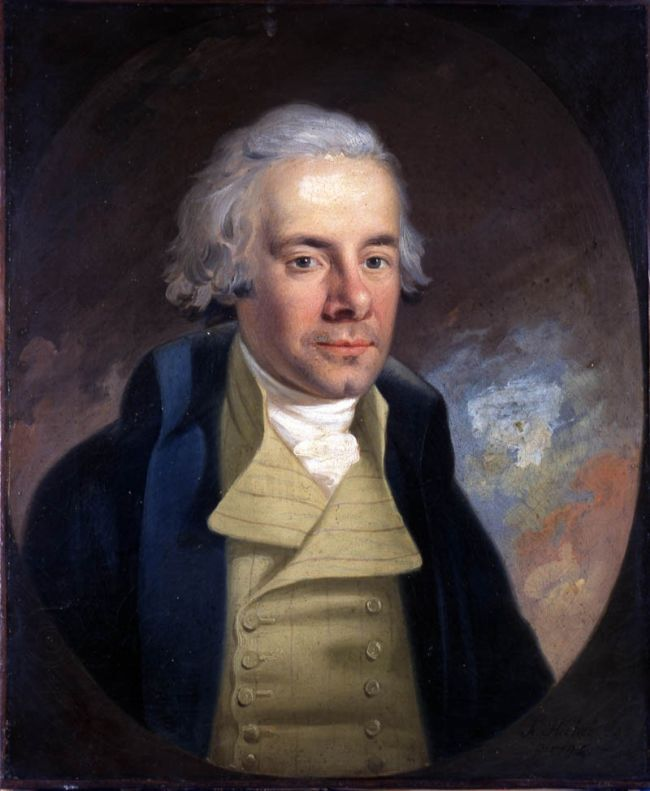
ويليام ويلبرفورس زعيم الحملة البريطانية لإلغاء تجارة الرقيق.

قانون تجارة الرقيق 1807 أو إلغاء قانون تجارة الرقيق 1807 هو قانون صادر عن برلمان المملكة المتحدة في 25 مارس 1807 بعنوان «قانون إلغاء تجارة الرقيق» حيث تم إلغاء تجارة الرقيق في الإمبراطورية البريطانية ولا سيما تجارة العبيد عبر الأطلنطي وكذلك الضغط على دول أوروبية لاتخاذ نفس الموقف لكن ذلك لم يلغي العبودية نفسها. تفاءل المؤيدون أن من شأن هذا القانون أن يقتل تجارة الرقيق لكن لم يحصل هذا إلا بعد 26 سنة بعد أن ألغيت العبودية نفسها.